# Albion K. Parris

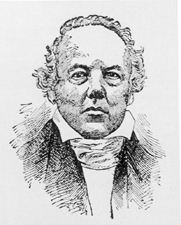
Albion K. Parris

Albion Keith Parris (* 19. Januar 1788 in Hebron, Massachusetts; † 11. Februar 1857 in Portland, Maine) war ein US-amerikanischer Jurist und Politiker (Demokratisch-Republikanische Partei) und von 1822 bis 1827 Gouverneur von Maine. Diesen Bundesstaat vertrat er außerdem von 1827 bis 1828 im US-Senat.

## Frühe Jahre und politischer Aufstieg
Der im heutigen Maine geborene Albion Parris besuchte bis 1806 das Dartmouth College. Nach einem Jurastudium wurde er im Jahr 1809 als Rechtsanwalt zugelassen. Danach wurde er Staatsanwalt im Oxford County. Zwischen 1813 und 1814 war Parris auch Abgeordneter im Repräsentantenhaus von Massachusetts; danach saß er bis 1815 im Staatssenat. Im Anschluss war er von 1815 bis 1818 Abgeordneter im US-Repräsentantenhaus in Washington.
Nach dem Ende seiner Zeit im Kongress wurde Parris Richter am Bundesberufungsgericht für den Maine-Distrikt, der damals noch zu Massachusetts gehörte. Dieses Amt übte er bis 1820 aus. Bereits 1819 war er Mitglied einer Versammlung, die die Verfassung des neuen Bundesstaates Maine entwerfen sollte. Maine löste sich dann im Jahr 1820 von Massachusetts und trat als eigener Staat der Union bei. Von 1820 bis 1821 war Parris Richter an einem Nachlassgericht im Cumberland County. Im Jahr 1821 wurde er zum neuen Gouverneur von Maine gewählt, wobei er sich mit 52,8 Prozent der Stimmen deutlich vor dem Föderalisten Ezekiel Whitman durchsetzte.

## Gouverneur von Maine
Nach mehrfachen Wiederwahlen konnte Parris zwischen dem 5. Januar 1822 und dem 3. Januar 1827 als Gouverneur amtieren. In dieser Zeit verzeichneten der Staat und dessen Wirtschaft einen gewaltigen Aufschwung. Parris verhandelte im Nordosten erfolglos mit den Briten über strittige Grenzfragen mit Kanada und musste sich auch mit dem Staat Massachusetts wegen alter Eigentumsrechte einigen. Der Grenzkonflikt mit Kanada sollte sich noch bis 1842 hinziehen und erst durch den Webster-Ashburton-Vertrag beendet werden. Nach seiner Ernennung zum US-Senator im Jahr 1827 trat Parris vom Amt des Gouverneurs zurück.

## Weiterer Lebenslauf
Von 1827 bis 1828 war Parris Senator im US-Kongress. Nachdem er eine Stelle als Richter am Maine Supreme Judicial Court angeboten bekommen hatte, legte er sein Mandat nieder und wirkte von 1828 bis 1836 an diesem Gericht. Von 1836 bis 1850 war er Angestellter des US-Finanzministeriums (Second Comptroller of the Treasury). Sein letztes politisches Amt übte er 1852 als Bürgermeister der Stadt Portland aus. Nachdem der Versuch einer Wiederwahl in dieses Amt gescheitert war, zog sich Parris aus der Öffentlichkeit zurück. Er starb am 11. Februar 1857. Albion Parris war mit Sara Whitman verheiratet, mit der er fünf Kinder hatte.